# Микита Баранов (футболіст)
Микита Баранов (ест. Nikita Baranov, нар. 19 серпня 1992, Таллінн) — естонський футболіст, центральний захисник вірменського клубу «Алашкерт» і національної збірної Естонії.

## Клубна кар'єра
У дорослому футболі дебютував 2010 року виступами за талліннську «Флору». Вже з наступного року став її основним захисником. Загалом грав за «Флору» протягом семи сезонів, вигравши за цей період три титули чемпіона Естонії.
Згодом протягом 2017–2018 років грав у Норвегії, спочатку за «Крістіансунн», а згодом за друголіговий «Согндал».
Провівши частину 2019 року в болгарському «Бероє», перебрався до Вірменії, ставши гравцем «Алашкерта». Станом на 27 березня 2020 року відіграв за команду з Мартуні 12 матчів в національному чемпіонаті.

## Виступи за збірні
2009 року дебютував у складі юнацької збірної Естонії (U-18), загалом на юнацькому рівні взяв участь у 17 іграх.
Протягом 2012–2015 років залучався до складу молодіжної збірної Естонії. На молодіжному рівні зіграв у 17 офіційних матчах, забив 2 голи.
Восени 2015 року дебютував в офіційних матчах у складі національної збірної Естонії.

## Статистика виступів

### Статистика клубних виступів
Станом на 1 грудня 2019 року
| Сезон                    | Клуб                     | Чемпіонат                | Чемпіонат | Чемпіонат | Національний кубок | Національний кубок | Національний кубок | Континентальні кубки | Континентальні кубки | Континентальні кубки | Суперкубки | Суперкубки | Суперкубки | Усього | Усього |
| Сезон                    | Клуб                     | Ліга                     | Ігор      | Голів     | Ліга               | Ігор               | Голів              | Ліга                 | Ігор                 | Голів                | Ліга       | Ігор       | Голів      | Ігор   | Голів  |
| ------------------------ | ------------------------ | ------------------------ | --------- | --------- | ------------------ | ------------------ | ------------------ | -------------------- | -------------------- | -------------------- | ---------- | ---------- | ---------- | ------ | ------ |
| 2010                     | «Флора»                  | МЛ                       | 2         | 0         | КЕ                 | 0                  | 0                  | -                    | -                    | -                    | -          | -          | -          | 0      | 0      |
| 2011                     | «Флора»                  | МЛ                       | 21        | 1         | КЕ                 | 2                  | 0                  | ЛЧ                   | 2                    | 0                    | СК         | 0          | 0          | 25     | 1      |
| 2012                     | «Флора»                  | МЛ                       | 22        | 0         | КЕ                 | 3                  | 0                  | ЛЧ                   | 2                    | 0                    | СК         | 1          | 0          | 28     | 0      |
| 2013                     | «Флора»                  | МЛ                       | 32        | 1         | КЕ                 | 1                  | 0                  | ЛЄ                   | 0                    | 0                    | -          | -          | -          | 33     | 1      |
| 2014                     | «Флора»                  | МЛ                       | 19        | 0         | КЕ                 | 1                  | 0                  | -                    | -                    | -                    | -          | -          | -          | 20     | 0      |
| 2015                     | «Флора»                  | МЛ                       | 31        | 1         | КЕ                 | 4                  | 0                  | ЛЄ                   | 2                    | 0                    | -          | -          | -          | 37     | 1      |
| 2016                     | «Флора»                  | МЛ                       | 32        | 1         | КЕ                 | 1                  | 0                  | ЛЧ                   | 2                    | 0                    | СК         | 1          | 0          | 36     | 1      |
| Усього за «Флору»        | Усього за «Флору»        | Усього за «Флору»        | 159       | 4         |                    | 12                 | 0                  |                      | 8                    | 0                    |            | 2          | 0          | 181    | 4      |
| 2011                     | «Флора II»               | 1Л                       | 10        | 2         | -                  | -                  | -                  | -                    | -                    | -                    | -          | -          | -          | 10     | 2      |
| 2012                     | «Флора II»               | 1Л                       | 2         | 0         | -                  | -                  | -                  | -                    | -                    | -                    | -          | -          | -          | 2      | 0      |
| 2013                     | «Флора II»               | 1Л                       | 1         | 1         | -                  | -                  | -                  | -                    | -                    | -                    | -          | -          | -          | 1      | 1      |
| Усього за «Флору II»     | Усього за «Флору II»     | Усього за «Флору II»     | 13        | 3         |                    | -                  | -                  |                      | -                    | -                    |            | -          | -          | 13     | 3      |
| 2017                     | «Крістіансунн»           | ЕС                       | 26        | 0         | КН                 | 3                  | 0                  | -                    | -                    | -                    | -          | -          | -          | 29     | 0      |
| січ.-лип. 2018           | «Крістіансунн»           | ЕС                       | 7         | 0         | КН                 | 2                  | 0                  | -                    | -                    | -                    | -          | -          | -          | 9      | 0      |
| Усього за «Крістіансунн» | Усього за «Крістіансунн» | Усього за «Крістіансунн» | 33        | 0         |                    | 5                  | 0                  |                      | -                    | -                    |            | -          | -          | 38     | 0      |
| лип.-груд. 2018          | «Согндал»                | 1Д                       | 12        | 0         | КН                 | -                  | -                  | -                    | -                    | -                    | -          | -          | -          | 12     | 0      |
| Усього за кар'єру        | Усього за кар'єру        | Усього за кар'єру        | 205       | 7         |                    | 17                 | 0                  |                      | 8                    | 0                    |            | 2          | 0          | 232    | 7      |

## Титули і досягнення
- Чемпіон Естонії (3):

«Флора»: 2010, 2011, 2015
- Володар Кубка Естонії (3):

«Флора»: 2010-11, 2012-13, 2015-16
- Володар Суперкубка Естонії (4):

«Флора»: 2011, 2012, 2014, 2016
- Чемпіон Вірменії (1):

«Пюнік»: 2021-22